# William Bauchop Wilson

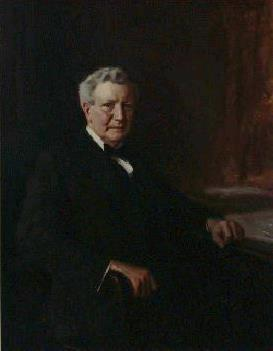
William B. Wilson (Gemälde von Hans Schlereth)

William Bauchop Wilson (* 2. April 1862 in Blantyre, Schottland; † 25. Mai 1934 bei Savannah, Georgia) war ein US-amerikanischer Politiker, der als erster Arbeitsminister der Vereinigten Staaten dem Kabinett von Präsident Woodrow Wilson angehörte.
Der aus dem schottischen South Lanarkshire stammende Wilson wanderte als Junge mit seinen Eltern in die Vereinigten Staaten aus, wo sich die Familie 1870 in Arnot (Pennsylvania) niederließ. Schon ab dem folgenden Jahr musste er im Kohlebergbau arbeiten, was er bis 1898 tat. Während dieser Zeit wurde er auch in der Gewerkschaft UMWA aktiv, als deren International secretary-treasurer er zwischen 1900 und 1908 fungierte.
Ab dem 4. März 1907 gehörte William B. Wilson für die Demokraten dem US-Repräsentantenhaus an. Er vertrat den 15. Distrikt von Pennsylvania bis zum 3. März 1913, ehe er nach verpasster Wiederwahl im Jahr 1912 ausschied; auch die 1914 angepeilte Rückkehr verfehlte er. Während seiner Zeit im Kongress war er Vorsitzender des Arbeitsausschusses (House Committee on Labor).
Woodrow Wilson berief seinen Namensvetter nach seiner Wahl zum US-Präsidenten ins Bundeskabinett, dem William B. Wilson vom 5. März 1913 bis zum 5. März 1921 als erster Arbeitsminister angehörte. Zuvor waren das Handels- und das Arbeitsministerium im Department of Commerce and Labor vereint gewesen. Während des Ersten Weltkriegs war er Mitglied des Nationalen Verteidigungsrates (Council of National Defense).
Zwischen 1914 und 1921 arbeitete Wilson überdies für die Bundesausbildungsbehörde (Federal Board for Vocational Education), der er von 1920 bis 1921 vorstand. Nach seinem Ausscheiden aus der Bundesregierung wurde er Anfang März 1921 in die International Joint Commission berufen, die in Streitfällen bezüglich der Grenzgewässer zwischen den Vereinigten Staaten und Kanada schlichten sollte; allerdings legte er sein Amt nach nur knapp drei Wochen am 21. März 1921 schon nieder.
1926 schließlich kandidierte William B. Wilson erfolglos für einen Sitz im US-Senat, woraufhin er seine politische Laufbahn beendete und sich in Pennsylvania geschäftlichen Aktivitäten im Bergbau und der Landwirtschaft widmete. Er starb 1934 während einer Zugfahrt in der Nähe von Savannah.